# Dorte Jensdatter
Dorte Jensdatter, född 1672, död 1722, var ett danskt mordoffer. Hon lynchades genom att brännas levande av sina grannar som hade dömt henne privat för häxeri. Detta anses vara det sista fallet av häxbränning i Norden. 
Dorte Jensdatter var ogift och levde på att spinna i byn Øster Grønning i Salling. Hon misstänktes för att ha trollat sjukdom och död på boskap och två barn. Då en häst avled 1722 kom det till öppen konflikt. Hästens ägare och modern till ett av de döda barnen grep Jensdatter med hjälp av grannarna och höll en privat häxprocess. De dömde Jensdatter till döden, band fast henne vid en stol i hennes hem och avrättade henne genom att bränna henne inne: det var kvinnan som anklagat henne som tände på. De två ledarna för lynchningen greps och avrättades för mordet.       